# سامر اسلم (۲۰۱۳)
سامر اسلم (۲۰۱۳) (به انگلیسی: SummerSlam (2013)) یک رویداد غیر رایگان (Pay-Per-View) در کشتی حرفه‌ای می‌باشد که توسط کمپانی دبلیو دبلیو ای تهیه می‌شود و این دوره اش هم در ۱۸ آگوست ۲۰۱۳ در استیپلز سنتر شهر لس‌آنجلس ایالت کالیفرنیا برگزار گردید. سامر اسلم امسال بیست و ششمین سامراسلم سالانه و پنجمین آن در استیپلز سنتر بود. آهنگ رسمی این مسابقات هم "Reach for the Stars" نام دارد که وایکلف ژان و میجر لیزر آن را اجرا کرده‌اند.

## زمینه سازی
سامراسلم شامل مسابقاتی بین دشمنی‌های موجود، ماجراهای پیش آمده و استوری‌هایی خواهد بود که پیش از این در برنامه‌ها پخش شده بود. کشتی‌گیرها با توجه به مسابقات یا سری اتفاقاتی که برایشان رخ می‌دهد و تنش را به حد اکثر می‌رساند، نقش منفی یا قهرمان به خود می‌گیرند.
در راو ۱۵ ژوئیه ۲۰۱۳، جنرال منیجر جدید یعنی برَد مَداکس، اعلام کرد که به جان سینا اجازه می‌دهد تا حریفش در سامر اسلم را خودش انتخاب کند. بعدتر در همان قسمت از راو، جان سینا بعد از یک نظرخواهی غیررسمی از حاضران در سالن ورزشگاه، دنیل برایان را انتخاب کرد.
همچنین، در همان قسمت از راو، براک لزنر با حمله به سی ام پانک بازگشتش را اعلام کرد. در راو هفته بعد از آن هم، پائول هیمن به نمایندگی از لزنر درخواست پانک برای مبارزه با لزنر در سامراسلم را پذیرفت.
در قسمت ۱۹ ژوئیه ۲۰۱۳ اسمکدان، در یک مسابقه معمولی که برای قهرمانی نبود رندی اورتن قهرمان سنگین وزن جهان یعنی آلبرتو دل ریو را شکست داد. با این حال در قسمت ۲۹ ژوئیه راو، کریسچن هم در یک مسابقه معمولی، دلریو را شکست داد. ویکی گررو جنرال منیجر جدید اسمک داون برای تعیین رقیب دلریو در سامراسلم، ترتیبی داد تا یک مسابقه تریپل ترت بین کریسچن، اورتن و راب ون دم تازه بازگشته انجام شود. بازی با برد کریسچن پایان یافت که "آر کی او" اورتن را خنثی کرد و با یک "بک اسلاید اسپین" او را شکست داد که البته بعد از آن همانجا دلریو ناگهان وارد شد و به رقیب شماره ۱ خود در سامراسلم (کریسچن) حمله کرد.
درویژه مسابقه "مانی این د بنک" که در ۱۴ ژوئیه ۲۰۱۳ برگزار شد، دیمین سنداو با خیانت به یار خود در آن مدت یعنی کودی رودز، چمدان مانی این د بنک را برد تا حق مسابقه با قهرمان سنگین وزن جهان را از آن خود کند. شب بعد در راو، رودز بعد از شکست سنداو در مقابل کریسچن، به سنداو حمله کرد. در قسمت ۲۶ ژوئیه اسمکداون، رودز در حالیکه سنداو مشغول مسابقه با اورتن بود چمدان او را دزدید و باعث باخت سنداو شد و بعد از آن هم سنداو به دنبال چمدانش رفت. رودز چمدان را به داخل آب‌های خلیج مکزیک انداخت و سنداو هم نتوانست آن را درآورد چون بلد نبود شنا کند. در راو ۵ آگوست ۲۰۱۳، رودز بعد از اینکه رودز چمدان را برگرداند و قرارداد را نزد خودش نگه داشت، اعلام شد که سنداو و رودز در سامراسلم بر سر چمدان مسابقه خواهند داد.
در راو ۸ ژوئیه ۲۰۱۳، بعد از اینکه کین در مسابقه‌ای تک نفره، کریسچن را شکست داد، خانواده وایت به او حمله کرده و باعث شدند او نتواند در مانی این د بنک برای قهرمانی دبیودبیو ای شرکت کند. خانواده وایت دوباره سه هفته بعد و بعد از اینکه دنیل بر این در مسابقه تک نفره کین را شکست داد به کین حمله کردند. یک هفته بعد، پس از آنکه اریک رووان و لوک هارپر از خانواده وایت گروه Tons of Funk(برادوس کلی و تنسای) را در یک مسابقه تگ تیم شکست دادند، کین اعلام کرد که در یک مسابقه "رینگ آتش" با بری وایت (رییس خانواده وایت) در سامراسلم مسابقه خواهد داد.
ای‌جی لی کمربند قهرمانی خود را مقابل کیتلین در مانی این د بنک حفظ کرد ولی بعد از اینکه باعث شد دولف زیگلر در مسابقه اش مقابل دل ریو بر سر کمربند قهرمانی سنگین وزن شکست بخورد زیگلر شب بعد از آن در راو رابطه خودش با او را به هم زد و باعث شد که ای جی در مسابقه تکراری معمولی زیگلر مقابل دل ریو حواس او را پرت کند و بعدش هم بیگ ای لنگستون به او حمله کند. در قسمت ۲۹ ژوئیه ۲۰۱۳ راو، کیتلین در مسابقه‌ای معمولی، لی را شکست داد تا همچنان در رقابت بر سر کمربند قهرمانی دیواز باقی بماند. ولی چهار روز بعد در اسمکداون، ای جی لی با دخالت و کمک لیلا بر کیتلین غلبه و کمربند خود را حفظ کرد. یک هفته بعد در اسمکداون، د میز که به عنوان میزبان سامراسلم انتخاب شده بود، اعلام کرد که در سامراسلم و در یک مسابقه میکس (تیمی از کشتی‌گیر مرد و زن) ای جی لی به همراه بیگ ای لنگستون باید به مصاف کیتلین و دولف زیگلر بروند.
در قسمت ۱۲ آگوست راو، ناتالیا بعد از عمق گرفتن دشمنی اش با بری بِلا بخاطر حضور در برنامهٔ تلویزیونی "توتال دیواز" او را به مبارزه در پی. پی. وی سامراسلم طلبید که بلا هم آن را با سیلی زدن به ناتالیا پذیرفت. ناتالیا همچنین اعلام کرد از آنجا که اِوا مری با دوقلوهای بلا متحد شده، او هم فانکادکتیلز (کامرون و نائومی) را هم در کنار خود خواهد داشت. بعدتر در همین قسمت، راب ون دَم در یک مسابقه بَتل رویال (که مسابقه ایست با کشتی‌گیر زیاد در رینگ و در آخر یک نفر باید در رینگ باقی بماند) در رینگ باقی‌ماند و مارک هنری را هم به عنوان آخرین نفر از رینگ بیرون انداخت تا در سامراسلم حق مسابقه با قهرمان کمربند ایالات متحده یعنی دین امبروز را در مسابقه آغازین این پی پر ویو پیدا کند که یک ساعت قبل از پخش رسمی مسابقات انجام می‌شود. درست بعد از اینکه ون دم مسابقه را برد و به نشانه خسته نباشید مشت خود را به مشت مارک هنری زد، گروه شیلد آمدند تا به این دو نفر حمله کنند که بازگشت ناکهانی بیگ شو آن‌ها را مجبور به عقب نشینی کرد.

## نتایج
| شماره                              | مسابقات | نوع مسابقه | مدت زمان |
| ---------------------------------- | --- | --- | -------- |
| مسابقه آغازین سامراسلم (پیش نمایش) | راب ون دم (با همراهی دِ بیگ شو و مارک هنری) پیروز در مقابل دین امبروز (با همراهی رومن رینز و سث رالینز) (قهرمان کنونی) با سلب صلاحیت (به انگلیسی: Disqualification) (امبروز قهرمان ماند) | مسابقه تک نفره برای قهرمانی کمربند ایالات متحده                                                                                  | ۱۳:۳۸    |
| ۱                                  | بری وایت (با همراهی اریک رووان و لوک هارپر) پیروز در مقابل کین | مسابقه تک نفره در رینگ آتش | ۰۷:۴۹    |
| ۲                                  | کودی رودز پیروز در مقابل دیمین ساندا | مسابقه تک نفره | ۰۶:۴۰    |
| ۳                                  | آلبرتو دل ریو (قهرمان کنونی) پیروز در مقابل کریسچن با تسلیم (به انگلیسی: Submission) | مسابقه تک نفره برای قهرمانی کمربند سنگین وزن جهان                                                                                | ۱۲:۲۹    |
| ۴                                  | ناتالیا (با همراهی دِ فانکادکتیلز (کامرون و نائومی)) پیروز در مقابل بری بلا (با همراهی اِوا مری و نیکی بلا) با تسلیم (به انگلیسی: Submission)                                             | مسابقه تک نفره | ۰۴:۱۹    |
| ۵                                  | براک لزنر (با همراهی پل هیمن) پیروز در مقابل سی ام پانک | مسابقه بدون محدودیت (به انگلیسی: No Disqualification)                                                                            | ۲۵:۱۷    |
| ۶                                  | دولف زیگلر و کیتلین پیروز در مقابل بیگ ای لنگستن و ای جی لی | مسابقه تگ تیم به صورت میکس | ۰۵:۴۶    |
| ۷                                  | دنیل براین پیروز در مقابل جان سینا (قهرمان کنونی) | مسابقه تک نفره برای قهرمانی کمربند دبلیو دبلیو ای با حضور تریپل اچ به عنوان داور افتخاری                                         | ۲۶:۵۴    |
| ۸                                  | رندی اورتِن پیروز در مقابل دنیل براین (قهرمان کنونی) | مسابقه تک نفره برای قهرمانی کمربند دبلیو دبلیو ای با حضور تریپل اچ به عنوان داور افتخاری (اورتِن چمدان مانی این دِ بنکش را کش کرد) | ٠٠:٠۵    |